# 6982 Cesarchavez
6982 Cesarchavez eller 1993 UA3 är en asteroid i huvudbältet som upptäcktes 16 oktober 1993 av den amerikanske astronomen Eleanor F. Helin vid Palomar-observatoriet. Den är uppkallad efter amerikanen César Chávez.
Asteroiden har en diameter på ungefär 8 kilometer och den tillhör asteroidgruppen Eunomia.